# Anti-Flag
Anti-Flag  je američki politički pank rok bend iz Pitsburga (država Pensilvanija), sadržan od četiri člana: Džastin Sejn (vodeća gitara, vodeći vokal), Kris Barker (bas gitara), Kris Hed (ritmička gitara i sporedni vokal) i Pat Tetik (bubnjevi). Kako su bili jedini pank rokeri u Glenšou (država Pensilvanija),Pittsburgh, Pennsylvania, USA gitarista Džastin Sejn i bubnjar Pat Thetic shvatili su da se suočavaju sa jednom od tri opcije: blejanje ispred supermarketa, drogiranje ili sviranje pank roka. Izabrali su poslednju stavku i ANti-Flag je rođen. Uprkos nekolicini izmena članova benda, Anti-FLag je pridobio popularnost u pank društvu, objavljujući 6 albuma kod više nezavisnih izdavača: New Red Archives, Go Kart Records, A-F Records, Fat Wreck Chords. U 2005. godini, bend je potpisao igovor sa RCA Records.
Bend podržava prava životinja i PETA-u, i tri od četiri člana sastava su ili vegani ili vegetarijanci.

## Diskografija

### Studijski Albumi
- Die for the Government (1996) New Red Archives
- Their System Doesn't Work for You (1998) A-F Records
- A New Kind of Army (1999) Go-Kart Records/A-F Records
- Underground Network (2001) Fat Wreck Chords
- Mobilize (2002) A-F Records
- The Terror State (2003) Fat Wreck Chords #91 US
- For Blood and Empire (2006) RCA Records #100 US
- The Bright Lights of America (2008) RCA Records #118 US

### 7" Vinili
- Kill Kill Kill 7" (1995) Self-Served/Ripe Records
- Emigre single 7" (2006) RCA Records
- The Bright Lights Of America (single) 7" (2008) RCA Records

### EP-ovi
- Rock'n With Father Mike 7" w/the Bad Genes (1993) Ripe Records
- Reject 7" w/Against All Authority (1996) Records Of Rebellion/A-F Records
- God Squad/Anti-Flag split 7" (1996)
- North America Sucks full length w/ d.b.s. (1996) Nefer Records
- I'd Rather Be In Japan 7" w/Obnoxious (1997) NAT Records
- The Dread/Anti-Flag split full length (1998) SixWeeks Records/Clearview Records
- BYO Split Series, Vol. 4 full length w/the Bouncing Souls (2002) BYO Records

### Druge objave
- Live at the Fireside Bowl (2000) Liberation Records
- A Benefit for Victims of Violent Crime (EP) (2007) A-F Records

Kompilacije u kojima s epojavljuje Anti-Flag::
- Dropping Food on Their Heads Is Not Enough: Benefit for RAWA (2002) Geykido Comet Records
- Against Police Injustice (2003) Non Commercial.
- PROTECT: A Benefit for the National Association to Protect Children (2005) Fat Wreck Chords
- Rock Against Bush, Vol. 1 (2004) Fat Wreck Chords
- Warped Tour 2001 Compilation (2001) Side One Dummy Records
- Warped Tour 2004 Compilation (2004) Side One Dummy Records
- Warped Tour 2006 Compilation (2006) Side One Dummy Records
- Punk Goes Acoustic 2 (2007) Fearless Records

### Sporedni projekti
Justin Sane - Solo
- 3 Track Demo Tape (2001)
- These Are the Days EP (2002)
- Life, Love, and the Pursuit of Justice (2002)

Chris #2 - Whatever It Takes
- A Fistful of Revolution full length CD
- Stars & Skulls EP
- The Cold of Winter
- The 40 Second Cure (An EP of 40 second songs, and two Cure covers)
- A Fistful of Revolution/Stars & Skulls
- The Code/Whatever it Takes split 10"
- The Code/Whatever it Takes split CD

Andy Wright (Flag)
- Teddy Duchamp's Army
- Human Investment

## DVD-evi
- Death of a Nation (2004) A-F Records

## Video spotovi
- 2003: "Turncoat" from The Terror State
- 2004: "Death of a Nation" from The Terror State
- 2004: "Post-War Breakout" from The Terror State
- 2006: "The Press Corpse" from For Blood and Empire
- 2006: "1 Trillion Dollar$" from For Blood and Empire
- 2006: "This Is the End (for You My Friend)" from For Blood and Empire
- 2006: "War Sucks, Let's Party" from For Blood and Empire
- 2007: "911 for Peace (live)" from A Benefit for Victims of Violent Crime (EP)
- 2008: "The Bright Lights of America" from The Bright Lights of America

## Beleške
1. ↑  „PETA2 // Out There // Anti-Flag Stands Up for Animals[[Категорија:Ботовски наслови]]”. Архивирано из оригинала 05. 07. 2008. г. Приступљено 06. 06. 2008. Сукоб URL—викивеза (помоћ)

## Spoljašnje veze
- Official site Архивирано на веб-сајту  (23. фебруар 2011)
- The People United, an Anti-Flag community/fan site
- Anti Flag Live Photos
- Interview with Justin Sane about new album
- Older interview with Anti-Flag Chris #2
- Older interview with Justin Sane of Anti-Flag
- Newest interview with Chris #2 of Anti-Flag 2006
- 2007 Interview with Anti-Flag on Deviant Nation Архивирано на веб-сајту  (16. април 2008)
- 2007 Interview with Anti-Flag's Pat Thetic
- Anti-Flag Interview at REDEFINE Magazine, March 2006